# Great Hockham
Great Hockham is een plaats en civil parish in het bestuurlijke gebied Breckland, in het Engelse graafschap Norfolk.